# Heliastas
Los heliastas (en griego ἡλιαστής) eran antiguos magistrados de Atenas que constituían la Heliea, un tribunal inmediatamente inferior al Areópago. 
Los heliastas, pocos al principio, llegaron a ser sucesivamente en número de doscientos, mil quinientos y a veces cinco mil. Esto dependía de que en los asuntos arduos tenían ellos mismos la facultad de nombrar otros vocales. Era una especie de gran jurado al cual solo podían pertenecer los que hubiesen desempeñado alguna magistratura. Sus atribuciones se reducían a la interpretación de las leyes, a la decisión de las causas civiles de entidad, y al conocimiento de ciertas especies de delitos que afectaban a la sociedad, como el robo, el rapto, el adulterio, etc. Llegaron a invadir el terreno político. 
Los heliastas rivalizaron y casi acabaron con el Areópago. El tribunal de los heliastas ante el cual fue conducida la célebre cortesana Friné, sorprendido de su hermosura, la absolvió.
He aquí el juramento que pronunciaban: 
Juro por Zeus, por Poseidón y por Démeter a quienes ruego que si violo mis juramentos envíen su castigo sobre mí y mi familia pero también les suplico que me concedan toda clase de prosperidades si cumplo mis promesas.